# 7900 Portule
7900 Portule eller 1996 CV8 är en asteroid i huvudbältet som upptäcktes den 14 februari 1996 av de båda italienska astronomerna Ulisse Munari och Maura Tombelli vid Cima Ekar-observatoriet. Den är uppkallad efter bergstoppen Portule.
Asteroiden har en diameter på ungefär 4 kilometer.